# 江尻篤彦
江尻 篤彦（えじり あつひこ、1967年7月12日 - ）は、静岡県出身の元プロサッカー選手、サッカー指導者。現役時代のポジションはミッドフィールダー。

## 来歴
清水商業高校時代（同級生に真田雅則）の3年次は主将を務め、1985年の全国高校選手権において初優勝を果たした。
その後は明治大学を経て1990年に古河電工に入団。Jリーグ参入し名称がジェフユナイテッド市原となった1993年には日本代表に初選出された。
引退後は千葉の育成部門のコーチとなり、2000年から5シーズンはトップチームのコーチとして監督のズデンコ・ベルデニックやイビチャ・オシムを支えた。その後2005年から2シーズンはアルビレックス新潟のコーチ、2007年から2シーズンはU-23日本代表コーチとしてチームの北京オリンピック出場にも貢献した。
2009年に千葉のコーチとして復帰すると、7月27日に成績不振により解任されたアレックス・ミラーの後を受け監督に就任。指揮を執った15試合で1勝しかできず最下位に終わり、前身の古河電工時代を含めてもクラブ初のJ2への降格が決まった。翌2010年も引き続き指揮を執り、1年でのJ1復帰を目指したが、最終的には4位に終わりJ1への昇格を果たせず、この年限りで退任した。
2011年から2年間はU-15日本代表のコーチを務め、2013年から千葉に復帰。2013年から2014年まではトップチームのコーチ、2015年から2016年はU-18監督を務め、2017年から再びトップチームコーチに就任した。
2019年3月、監督のフアン・エスナイデルが解任された事に伴い、後任として江尻が監督に昇格。2010年以来9年振りの監督復帰となったが、2019年11月11日に今シーズン限りで監督を退任すると発表された
2020年1月、東京ヴェルディの強化部長に就任。2022年シーズン途中に城福浩を監督に招聘。その翌年の2023年は宮原和也や齋藤功佑らを完全移籍で獲得したほか、林尚輝らを期限付き移籍で加入させた。さらに同年7月にも中原輝の期限付き移籍での加入および染野唯月の育成型期限付き移籍での再加入を行った。これらが功を奏し、同年J2プレーオフを勝ち抜いて16年ぶりにチームをJ1に昇格させることに成功した。
J1昇格一年目の2024年、資金力および戦力の低さから下位に予想する声が多い中で、林と染野の期限付き移籍期間延長に成功し、見木友哉と翁長聖を完全移籍で獲得したほか、山田楓喜、山見大登、木村勇大を期限付き移籍で加入させた。この補強が当たってチームは健闘が続き第21節終了時点で10位につけた。同年7月には松村優太も期限付き移籍で加入させ、最終的に6位でシーズンを終了する大躍進を遂げた。
東京ヴェルディの2023年度のチーム総人件費は約7億7000万円でこれは浦和レッズやヴィッセル神戸の5分の1に近い額である。少ない資金で有効な補強を続けてチーム力を強化する手腕が評価され、2024年12月26日に2023-2024シーズンのトップリーグトロフィーを受賞した。このトップリーグトロフィーは日本トップリーグ連携機構加盟リーグにおいて運営・マネジメントに貢献したゼネラルマネージャー等に対して栄誉を讃える目的により授与されるものである。

## 所属クラブ
- 1983年 - 1985年 清水市立商業高校
- 1986年 - 1989年 明治大学
- 1990年 - 1998年 古河電工/ジェフユナイテッド市原

## 個人成績
| 国内大会個人成績 | 国内大会個人成績 | 国内大会個人成績 | 国内大会個人成績 | 国内大会個人成績 | 国内大会個人成績 | 国内大会個人成績 | 国内大会個人成績 | 国内大会個人成績 | 国内大会個人成績 | 国内大会個人成績 | 国内大会個人成績 |
| 年度             | クラブ           | 背番号           | リーグ           | リーグ戦         | リーグ戦         | リーグ杯         | リーグ杯         | オープン杯       | オープン杯       | 期間通算         | 期間通算         |
| 年度             | クラブ           | 背番号           | リーグ           | 出場             | 得点             | 出場             | 得点             | 出場             | 得点             | 出場             | 得点             |
| 日本             | 日本             | 日本             | 日本             | リーグ戦         | リーグ戦         | JSL杯/ナビスコ杯 | JSL杯/ナビスコ杯 | 天皇杯           | 天皇杯           | 期間通算         | 期間通算         |
| ---------------- | ---------------- | ---------------- | ---------------- | ---------------- | ---------------- | ---------------- | ---------------- | ---------------- | ---------------- | ---------------- | ---------------- |
| 1990-91          | 古河/ JR古河     | 11               | JSL1部           | 15               | 1                | 5                | 0                |                  |                  |                  |                  |
| 1991-92          | 古河/ JR古河     | 11               | JSL1部           | 10               | 1                | 0                | 0                |                  |                  |                  |                  |
| 1992             | 市原             | -                | J                | -                | -                | 9                | 0                | 2                | 0                | 11               | 0                |
| 1993             | 市原             | -                | J                | 36               | 4                | 3                | 1                | 3                | 1                | 42               | 6                |
| 1994             | 市原             | -                | J                | 25               | 1                | 0                | 0                | 1                | 0                | 26               | 1                |
| 1995             | 市原             | -                | J                | 43               | 13               | -                | -                | 1                | 0                | 44               | 13               |
| 1996             | 市原             | -                | J                | 29               | 2                | 14               | 1                | 1                | 0                | 44               | 3                |
| 1997             | 市原             | 11               | J                | 30               | 1                | 7                | 0                | 1                | 0                | 38               | 1                |
| 1998             | 市原             | 11               | J                | 30               | 3                | 6                | 0                | 1                | 0                | 37               | 3                |
| 通算             | 日本             | 日本             | J                | 193              | 24               | 39               | 2                | 10               | 1                | 242              | 27               |
| 通算             | 日本             | 日本             | JSL1部           | 25               | 2                | 5                | 0                |                  |                  |                  |                  |
| 総通算           | 総通算           | 総通算           | 総通算           | 218              | 26               | 44               | 2                |                  |                  |                  |                  |

その他の公式戦
- 1990年
  - コニカカップ 6試合0得点
- 1991年
  - コニカカップ 2試合1得点
- 1998年
  - J1参入決定戦 2試合0得点

## 指導・フロント歴
- 1999年 - 2004年 ジェフユナイテッド市原
  - 1999年 - 2000年 育成部 ジュニアユースコーチ
  - 2000年 - 2000年8月 育成部 ユースコーチ兼サテライトコーチ
  - 2000年8月 - 2004年 トップコーチ
- 2005年 - 2006年 アルビレックス新潟 ヘッドコーチ
- 2007年 - 2008年 U-23日本代表 コーチ
- 2009年 - 2010年 ジェフユナイテッド千葉
  - 2009年1月 - 2009年7月 トップコーチ兼サテライトコーチ
  - 2009年7月 - 2010年：トップ 監督
- 2011年 - 2012年 U-15日本代表 コーチ
- 2013年 - 2019年 ジェフユナイテッド千葉
  - 2013年 - 2014年 トップコーチ
  - 2015年 - 2016年 U-18監督
  - 2017年 - 2019年3月 トップコーチ
  - 2019年3月 - 12月　トップ 監督
- 2020年 - 東京ヴェルディ 強化部長

## 監督成績
| 年度   | 所属   | クラブ | リーグ戦 | リーグ戦 | リーグ戦 | リーグ戦 | リーグ戦 | リーグ戦 | カップ戦  | カップ戦  |
| 年度   | 所属   | クラブ | 順位     | 試合     | 勝点     | 勝       | 分       | 敗       | Jリーグ杯 | 天皇杯    |
| ------ | ------ | ------ | -------- | -------- | -------- | -------- | -------- | -------- | --------- | --------- |
| 2009   | J1     | 千葉   | 18位     | 15       | 8        | 1        | 5        | 9        | -         | 4回戦敗退 |
| 2010   | J2     | 千葉   | 4位      | 36       | 61       | 18       | 7        | 11       | -         | 4回戦敗退 |
| 2019   | J2     | 千葉   | 17位     | 38       | 41       | 10       | 11       | 17       | -         | 2回戦敗退 |
| J1通算 | J1通算 | J1通算 | -        | 15       | 8        | 1        | 5        | 9        |           |           |
| J2通算 | J2通算 | J2通算 | -        | 74       | 102      | 28       | 18       | 28       |           |           |

- 2009年は7月（J1-20節）からの就任。順位はシーズン最終順位。
- 2019年は3月（J2-5節）からの就任。順位はシーズン最終順位。

## 代表歴
- 日本代表 1993年

## タイトル
- 1985年 高校選手権優勝